# Stiftungskapital von Universitäten im Vereinigten Königreich
Die folgende Aufstellung ist eine Liste aller englischen, walisischen, nordirischen und schottischen Universitäten, sortiert nach ihrem Stiftungskapital (Endowment) in Pfund Sterling. Die Auflistung umfasst somit auch alle Universitäten von London. Quellen sind ausschließlich die jeweiligen offiziellen Jahresberichte der Stiftungen und Institutionen. Die Jahresabschlüsse erfolgen nach International Financial Reporting Standards (IFRS) und werden testiert. Ein direkter Vergleich mit Jahresabschlüssen nach deutschem Handelsgesetzbuch ist hierdurch nicht in jedem Fall gegeben. Ein Hauptunterschied zwischen den beiden Bilanzierungsformen ist, dass nach deutschem Bilanzrecht das Niederstwertprinzip gilt, während im IFRS ein Wertzuwachs von Unternehmenswerten im Income Statement verbucht wird. Hierdurch sind die ausgewiesenen Erträge angelsächsischer Universitäten möglicherweise aber nicht zwingend progressiver als die deutscher Universitäten.
Das Stiftungskapital wirft Erträge ab, das Einkommen für Forschung und Investitionen erlaubt. Somit korreliert das verfügbare Stiftungskapital häufig mit öffentlichen Rankings der Universität, jedoch nicht immer. Auch Universitäten mit kleinem Etat können hohe Forschungsleistungen erbringen. Ein Ranking der Stiftungsgelder ist also nicht gleichzusetzen mit einem Ranking der Forschungsleistungen, wie es das Times-Higher-Education-Ranking oder das QS World University Rankings erbringt.
Das Ausmaß einer gut geführten Stiftung sei an einem Beispiel verdeutlicht: 2020/21 lag der Jahresgewinn aus dem Cambridge University Endowment Fund bei 24,1 % auf ein Stiftungsvermögen von 2,181 Mrd. £. Das ist in etwa dieselbe Summe, wie die Deutsche Bundesregierung im Rahmen der Exzellenzinitiative allen deutschen Universitäten gemeinsam zur Verfügung stellt. Universitäten mit großem Stiftungsvermögen können somit mehr Ausgaben und Investitionen tätigen, als Universitäten, deren Jahresetat vornehmlich aus den jährlichen Einnahmen aus Studiengebühren oder staatlicher Unterstützung besteht.

## Stiftungskapital über 1 Mrd. £
Alle Werte in Mio. Pfund Sterling (£).
| Universität             | 2021                           | 2020                           | 2019    | 2018                           | 2017                           | 2016                           | 2015                           | 2014                           | 2013  |
| ----------------------- | ------------------------------ | ------------------------------ | ------- | ------------------------------ | ------------------------------ | ------------------------------ | ------------------------------ | ------------------------------ | ----- |
| University of Oxford    | 6.679 £ davon Colleges 5.060 £ | 6.360 £                        | 6.100 £ | 5.592 £ davon Colleges 4.602 £ | 5.068 £ davon Colleges 4.159 £ | 4.702 £ davon Colleges 4.159 £ | 4.245 £ davon Colleges 3.540 £ | 4.033 £ davon Colleges 3.347 £ | k. A. |
| University of Cambridge | 5,980 £ davon Colleges 3.799 £ | 5.069 £ davon Colleges 3.259 £ | k. A.   | k. A.                          | k. A.                          | k. A.                          | k. A.                          | k. A.                          | k. A. |

## Stiftungskapital zwischen 250 und 1.000 Mio. £
Alle Werte in Mio. Pfund Sterling (£).
| Universität             | 2021  | 2020  | 2019  | 2018  | 2017  | 2016  | 2015  | 2014  | 2013  |
| ----------------------- | ----- | ----- | ----- | ----- | ----- | ----- | ----- | ----- | ----- |
| University of Edinburgh | 565 £ | 487 £ | 459 £ | 424 £ | 392 £ | 342 £ | 317 £ | 297 £ | 283 £ |
| King’s College London   | 300 £ | 252 £ | 258 £ | 233 £ | 213 £ | 194 £ | 179 £ | 162 £ | 154 £ |

## Stiftungsvermögen von 100 bis 250 Mio. £
Alle Werte in Mio. Pfund Sterling (£).
| Universität                | 2021  | 2020  | 2019  | 2018  | 2017  | 2016  | 2015  | 2014  | 2013   |
| -------------------------- | ----- | ----- | ----- | ----- | ----- | ----- | ----- | ----- | ------ |
| University of Manchester   | 242 £ | 220 £ | 238 £ | 235 £ | 222 £ | 196 £ | 188 £ | 174 £ | 169 £  |
| London School of Economics | 240 £ | 198 £ | 155 £ | 141 £ | 132 £ | 119 £ | 112 £ | 97 £  | 92,6 £ |
| University of Glasgow      | 225 £ | 177 £ | 201 £ | 200 £ | 188 £ | 170 £ | 164 £ | 157 £ | 153 £  |
| Imperial College London    | 202 £ | 176 £ | 178 £ | 157 £ | 141 £ | 126 £ | 113 £ | 98 £  | 96 £   |
| University of Liverpool    | 190 £ | 168 £ | 171 £ | 167 £ | 166 £ | 155 £ | 147 £ | 141 £ | 143 £  |
| University College London  |       | 143 £ | 138 £ | 118 £ | 111 £ | 101 £ | 103 £ | 90 £  | 85 £   |
| University of Birmingham   | 134 £ | 116 £ | 121 £ | 120 £ | 112 £ | 103 £ | 97 £  | 90 £  | 88 £   |
| University of St Andrews   | 117 £ | 95 £  | 89 £  | 77 £  | 69 £  | 58 £  | 56 £  | 50 £  | 49 £   |
| Newcastle University       | 101 £ | 87 £  | 85 £  | 80 £  | 75 £  | 63 £  | 62 £  | 57 £  | 55 £   |

## Stiftungsvermögen von 25 bis 100 Mio. £
Alle Werte in Mio. Pfund Sterling (£).
| Universität                            | 2021  | 2020  | 2019 | 2018 | 2017 | 2016 | 2015 | 2014 | 2013 |
| -------------------------------------- | ----- | ----- | ---- | ---- | ---- | ---- | ---- | ---- | ---- |
| Durham University                      | k. A. | 86 £  | 81 £ | 74 £ | 72 £ | 67 £ | 71 £ | 67 £ | 66 £ |
| University of Bristol                  | 91 £  | 78 £  | 77 £ | 72 £ | 70 £ | 62 £ | 61 £ | 55 £ | 52 £ |
| University of Leeds                    | 90 £  | 82 £  | 82 £ | 77 £ | 72 £ | 67 £ | 66 £ | 65 £ | 62 £ |
| Royal Holloway, University of London   | k. A. | 78 £  | 81 £ | 80 £ | 79 £ | 75 £ | 75 £ | 73 £ | 73 £ |
| University of Nottingham               | 72 £  | 62 £  | 63 £ | 58 £ | 55 £ | 49 £ | 43 £ | 40 £ | 38 £ |
| Queen’s University Belfast             | 70 £  | 63 £  | 67 £ | 67 £ | 65 £ | 56 £ | 53 £ | 52 £ | 48 £ |
| University of Aberdeen                 | 58 £  | 51 £  | 52 £ | 49 £ | 46 £ | 41 £ | 38 £ | 35 £ | 33 £ |
| School of Oriental and African Studies | 56 £  | 49 £  | 51 £ | 47 £ | 42 £ | 39 £ | 35 £ | 31 £ | 20 £ |
| University of Exeter                   | 49 £  | 41 £  | 40 £ | 38 £ | 37 £ | 32 £ | 33 £ | 30 £ | 29 £ |
| University of Sheffield                | 46 £  | 45 £  | 46 £ | 43 £ | 42 £ | 39 £ | 39 £ | 37 £ | 36 £ |
| Cardiff University                     | 45.5  | 38 £  | 38 £ | 34 £ | 33 £ | 30 £ | 28 £ | 27 £ | 27 £ |
| Queen Mary University of London        | 41 £  | 37 £  | 33 £ | 34 £ | 34 £ | 34 £ | 35 £ | 32 £ |      |
| University of Strathclyde              | k. A. | k. A. | 37 £ | 35 £ | 33 £ | 30 £ | 28 £ | 27 £ | 26 £ |
| University of Dundee                   | 35 £  | 30 £  | 31 £ | 29 £ | 28 £ | 25 £ | 25 £ | 24 £ | 23 £ |
| Aberystwyth University                 | 30 £  | 35 £  | 36 £ | 43 £ | 57 £ | 48 £ | 44 £ | 43 £ | 41 £ |

## Stiftungsvermögen von 2,5 bis 25 Mio. £
Alle Werte in Mio. Pfund Sterling (£).
| Universität                             | 2021   | 2020   | 2019   | 2018   | 2017   | 2016   | 2015   | 2014   | 2013   |
| --------------------------------------- | ------ | ------ | ------ | ------ | ------ | ------ | ------ | ------ | ------ |
| University of Leicester                 | 21,0 £ | 20,6 £ | 17,7 £ | 14,0 £ | 13,1 £ | 12,2 £ | 11,8 £ | 7,0 £  | 6,8 £  |
| University of Reading                   | 17,5 £ | 14,7 £ | 14,0 £ | 14,8 £ | 13,9 £ | 12,6 £ | 11,6 £ | 9,5 £  | 9,0 £  |
| University of Hull                      | 15,2 £ | 14,6 £ | 14,4 £ | 18,8 £ | 12,7 £ | 12,5 £ | 12,5 £ | 11,9 £ | 11,7 £ |
| Lancaster University                    | 13,9 £ | 6,0 £  | 5,9 £  | 5,6 £  | 5,4 £  | 5,4 £  | 5,7 £  | 5,5 £  | 6,0 £  |
| University of Sussex                    | 13,6 £ | 11,6 £ | 11,0 £ | 10,1   | 9,4 £  | 9,1 £  | 8,3 £  | 7,0 £  | 6,5 £  |
| University of Southampton               | 13,0 £ | 13,1 £ | 12,9 £ | 12,5 £ | 12,5 £ | 12,1 £ | 11,8 £ | 10,0 £ | 9,8 £  |
| Ulster University                       | k. A.  | k. A.  | 9,0 £  | 7,4 £  | 7,0 £  | 6,5 £  | 4,8 £  | 4,3 £  | 4,4 £  |
| Heriot-Watt University                  | k. A.  | k. A.  | 8,9 £  | 8,3 £  | 9,5 £  | 8,5 £  | k. A.  | k. A.  | k. A.  |
| University of East Anglia               | 9,0 £  | 8,2 £  | 7,7 £  | 7,3 £  | 7,3 £  | 7,6 £  | 6,2 £  | k. A.  | 6,3 £  |
| Birkbeck, University of London          | 8,4 £  | 8,2 £  | 7,4 £  | 6,4 £  | 5,6 £  | 4,3 £  | 3,9 £  | k. A.  | 3,4 £  |
| Birmingham City University              | 8,1 £  | 6,6 £  | 6,2 £  | 5,7 £  | 5,3 £  | 4,9 £  | 4.56   | k. A.  | k. A.  |
| University of York                      | 7,1 £  | 6,9 £  | 7,7 £  | 7,1 £  | 10,3 £ | 8,4 £  | 7,8 £  | 7,2 £  | 10,6 £ |
| University of Bath                      | 7,1 £  | 6,9 £  | 6,0 £  | 5,2 £  | 5,1 £  | 4,8 £  | 4,6 £  | 4,4 £  | 4,4 £  |
| University of Wales Trinity Saint David | k. A.  | k. A.  | 6,8 £  | 9,2 £  | 8,8 £  | 8,8 £  | 8,4 £  | k. A.  | k. A.  |
| University of Essex                     | 6,9 £  | 6,4 £  | 6,5 £  | 5,8 £  | 6,9 £  | 6,2 £  | 6,0 £  | 5,2 £  | 5,1 £  |
| Swansea University                      | 6,7 £  | 6,4 £  | 6,1 £  | 5,8 £  | 5,7 £  | 8,6 £  | 8,6 £  | k. A.  | 8,3 £  |
| University of Kent                      | k. A.  | k. A.  | 5,5 £  | 5,2 £  | 5,9 £  | 5,9 £  | 6,3 £  | 6,0 £  | 10,1 £ |
| City University, London                 | 5,7 £  | 5,5 £  | 5,2 £  | 5,1 £  | 12,6 £ | 11,7 £ | 8,9 £  | 7,9 £  | k. A.  |
| University of Warwick                   | k. A.  | k. A.  | 4,8 £  | 4,3 £  | 3,9 £  | 3,6 £  | 3,2 £  | 2,8 £  | 2,2 £  |
| Nottingham Trent University             | 5,2 £  | 5,6 £  | 6,3 £  | 6,9 £  | 7,4 £  | 8,0 £  | 8,4 £  | k. A.  | 0,8 £  |
| Goldsmiths, University of London        | 3,4 £  | 3,3 £  | 3,3 £  | 3,1 £  | 2,9 £  | 2,7 £  | 2,5 £  | 2,5 £  | 2,3 £  |
| University of West London               | 2,9 £  | 3,2 £  | k. A.  | k. A.  | k. A.  | k. A.  | k. A.  | k. A.  | k. A.  |
| University of Hertfordshire             | 2,8 £  | 2,7 £  | 3,0 £  | 2,8 £  | 2.62   | k. A.  | 2,30   | k. A.  | 2,53   |
| University of Surrey                    | k. A.  | k. A.  | 2,6 £  | 2,7 £  | 69,5 £ | 55,4 £ | 44,2 £ | 42,2 £ | 48,7 £ |